# Kathedraal van de Onbevlekte Ontvangenis (Georgetown)
De Kathedraal van de Onbevlekte Ontvangenis (Engels: Cathedral of Immaculate Conception; ook Brickdam Cathedral genoemd) is de rooms-katholieke bisschopszetel in de Guyanese hoofdstad Georgetown. De kerk is opgebouwd in een romanesque stijl, en is 70 meter lang en 30 meter breed. Het centrale plafond is 18,5 meter hoog; de koepel bereikt een hoogte van 23 meter.

## Geschiedenis
In 1819 werd een commissie opgericht die om de bouw van een katholieke kerk in de straat Brickdam, op de plek waar eerst een paradeterrein lag. De eerste steen werd gelegd door gouverneur Benjamin D'Urban op 12 december 1825. De kerk heette eerst Christ Church en vanaf 1847 Church of the Resurrection.
Omdat deze kerk erg klein en eenvoudig was, werd korte tijd de Lady Chapel gebruikt die op de hoek van Camp Street en Hadfield Street stond. Deze werd echter al snel gedemonteerd en verplaatst naar Victoria, waar hij gestaan heeft tot 1921.
Op 21 april 1868 werd in aanwezigheid van gouverneur Francis Hincks de eerste steen gelegd voor St. Mary's Chapel. Het hoofdgebouw was ontworpen door Cesar Castellani en de toren door broeder Ignatius Scholes. De kerk (inclusief het hoogkoor) was 37 meter lang en 23 meter breed. Hij was opgetrokken in de gotische stijl uit demerara groenhart en krappahout. Op 7 maart 1913 werd deze kerk verwoest door een brand.
Twee dagen na de brand riep de katholieke burgemeester van Georgetown, Francis Dias, op tot de bouw van een nieuwe kathedraal. Op 15 augustus 1915 legde bisschop C.T. Galton de eerste steen. De bouw duurde 10 jaar, van 1921 tot 1931. Er werd gewapend beton gebruikt, graniet uit de buurt van de Essequibo en zand van Leguan Island. De nog niet voltooide kathedraal werd op 13 maart 1921 ingewijd door bisschop Galton.
In 1930 ontving de kathedraal een marmeren altaar van Paus Pius XI. De kansel is ook van marmer, en is een eerbetoon aan de familie Fogarty. In de westelijke muur bevindt zich een schrijn die eerst op de top van de toren van St. Mary's Chapel stond. Deze was bij de brand gevallen, maar heeft de val overleefd.